# Atelopus cruciger
Espèce
Synonymes
- Phrynidium crucigerum Lichtenstein & Martens, 1856

Statut de conservation UICN

 CR A2ace : 
En danger critique
Atelopus cruciger est une espèce d'amphibiens de la famille des Bufonidae.

## Répartition
Cette espèce est endémique de la cordillère de la Costa au Venezuela. Elle se rencontre entre 30 et 2 200 m d'altitude dans les États :
- d'Aragua ;
- de Carabobo ;
- de Cojedes ;
- de Miranda ;
- de La Guaira ;
- de Yaracuy ;
- dans le District capitale de Caracas.

## Description
Les mâles mesurent de 28,2 à 24,6 mm et les femelles de 33,5 à 39,5 mm.

## Publication originale
- Lichtenstein & Martens, 1856 : Nomenclator reptilium et amphibiorum Musei Zoologici Berolinensis. Namenverzeichniss der in der zoologischen Sammlung der Königlichen Universität zu Berlin aufgestellten Arten von Reptilien und Amphibien nach ihren Ordnungen, Familien und Gattungen. Königliche Akademie der Wissenschaften, Berlin, p. 1-48 (texte intégral).